# أوسكار ماكفرلين
أوسكار ماكفرلين (بالإسبانية: Óscar McFarlane) (29 نوفمبر 1980 ببنما في بنما - ) هو لاعب كرة قدم بنمي في مركز حراسة المرمى. شارك مع منتخب بنما لكرة القدم. أما مع النوادي، فقد لعب مع بلازا أمادور وClub Deportivo Universitario ‏ وPanamá Viejo F.C. ‏ وسبورتينغ سان ميغيليتو وColegio Nacional Iquitos ‏ ونادي تاورو ‏.

## وصلات خارجية
- أوسكار ماكفرلين على موقع قاعدة بيانات كرة القدم.إي يو (الإنجليزية)
- أوسكار ماكفرلين على موقع ناشيونال فوتبول تيمز (الإنجليزية)
- أوسكار ماكفرلين على موقع Soccerway.com (الإنجليزية)